# 費比厄斯鎮區 (愛荷華州戴維斯縣)
費比厄斯鎮區（英語：Fabius Township）是位於美國愛荷華州戴維斯縣的一個行政鎮區。

## 地方資料
根據2010年美國人口普查的數據，費比厄斯鎮區的面積為92.85平方千米，當中陸地面積為92.80平方千米，而水域面積為0.05平方千米。當地共有人口169人，而人口密度為每平方千米1.82人。